# Fallbach
Fallbach je obec v okrese Mistelbach v Dolních Rakousích. Žije zde 819 obyvatel.

## Geografie
Fallbach leží v severní části Weinviertelu (vinné čtvrti) na jih od Laaerské nížiny v pahorkatině Dolního Rakouska, asi 10 km jihovýchodně od Lávy nad Dyjí.
Plocha území je 30,42 kilometrů čtverečních, 21,53 % plochy je zalesněno.
Obec sestává z katastrálních území:
- Fallbach
- Friebritz
- Hagenberg
- Hagendorf
- Loosdorf

## Politika
Starostou obce je Karl Nagl, vedoucím kanceláře Alois Stindl.
V patnáctičlenném obecním zastupitelstvu jsou po volbách 6. března 2005 mandáty rozděleny následovně: ÖVP 13 a SPÖ 2.

### Vývoj počtu obyvatel
V roce 1971 měla obec 1062 obyvatel a od té doby se počet obyvatel snižuje. V říjnu 2008 zde žilo jen 826 obyvatel.

## Hospodářství a infrastruktura
Nezemědělským pracovišť bylo v roce 2001 26 a v zemědělských a lesnických závodech bylo v roce 1999 70 pracovišť. Počet výdělečně činných osob v místě bydliště bylo podle sčítání obyvatel v roce 2001 343, což představuje 40,76 %.

## Kultura a pamětihodnosti

### Muzea
- Vesnické muzeum Hagendorf
- Řemeslnické muzeum Hagendorf

### Stavby
- Farní kostel sv. Lamberta ve Fallbachu, poprvé zmíněn r. 1147, stavba pozdně gotická
- Zámek Loosdorf s muzeem
- Zřícenina Hanselburg
- Zámek Hagenberg

## Rodáci
- Anton Herzinger (1763-1826), grafik a rytec, činný v grafické dílně Akademie v Praze